# Классовое сотрудничество
Классовое сотрудничество — принцип социальной организации, основанный на вере в то, что разделение общества на иерархию социальных классов является положительным и существенным аспектом цивилизации. Антитеза классовой борьбе.

## Современное понимание классового сотрудничества
Современная социал-демократия («Третий путь») и консерватизм одной нации также поддерживают классовое сотрудничество. 

## Фашистская интерпретация классового сотрудничества
Классовое сотрудничество употреблялось представителями фашистской идеологии. По словам Бенито Муссолини, «фашизм утверждает непоправимое, плодотворное и полезное неравенство людей». С учётом этой предпосылки фашисты сделали вывод, что «сохранение социальной иерархии — в интересах всех классов», и поэтому все классы должны сотрудничать в её защиту. Оба класса («низший» и «высший») должны взять на себя определённые функции и выполнять свои обязанности.
Принцип классового сотрудничества с точки зрения фашистов должен быть в сочетании с национализмом. Стабильность и процветание нации — конечная цель классового сотрудничества.

## Оппозиция к теории классового сотрудничества
Теория классового сотрудничества противоположна марксистской теории о классовой борьбе. Учение о классовой борьбе призывает низшие классы с целью свержения правящего класса и существующего общественного порядка в целях установления равенства. Доктрина классового сотрудничества настоятельно призывает их принять неравенство как часть естественного порядка вещей и сохранить общественный порядок. Кроме того, сторонники классового сотрудничества считают, что государство в одиночку «примиряет» классовые противоречия в обществе, оно может гармонизировать отношения между классами. Идея, что неравенство является естественным и что за социальный прогресс не нужно бороться, это явно реакционная и более консервативная точки зрения, в то время как более радикальные фашисты, такие как фалангисты и ранние итальянские фашисты призывали к социальной революции по преодолению старых несправедливостей, которые сдерживают развитие стран. Это является большим разрывом между радикальными и консервативными фашистами.
Некоторые марксисты использовали термин «классового сотрудничества» как уничижительный термин описания организаций рабочего класса, которые не ведут классовую борьбу.